# Briga (città gallo-romana)

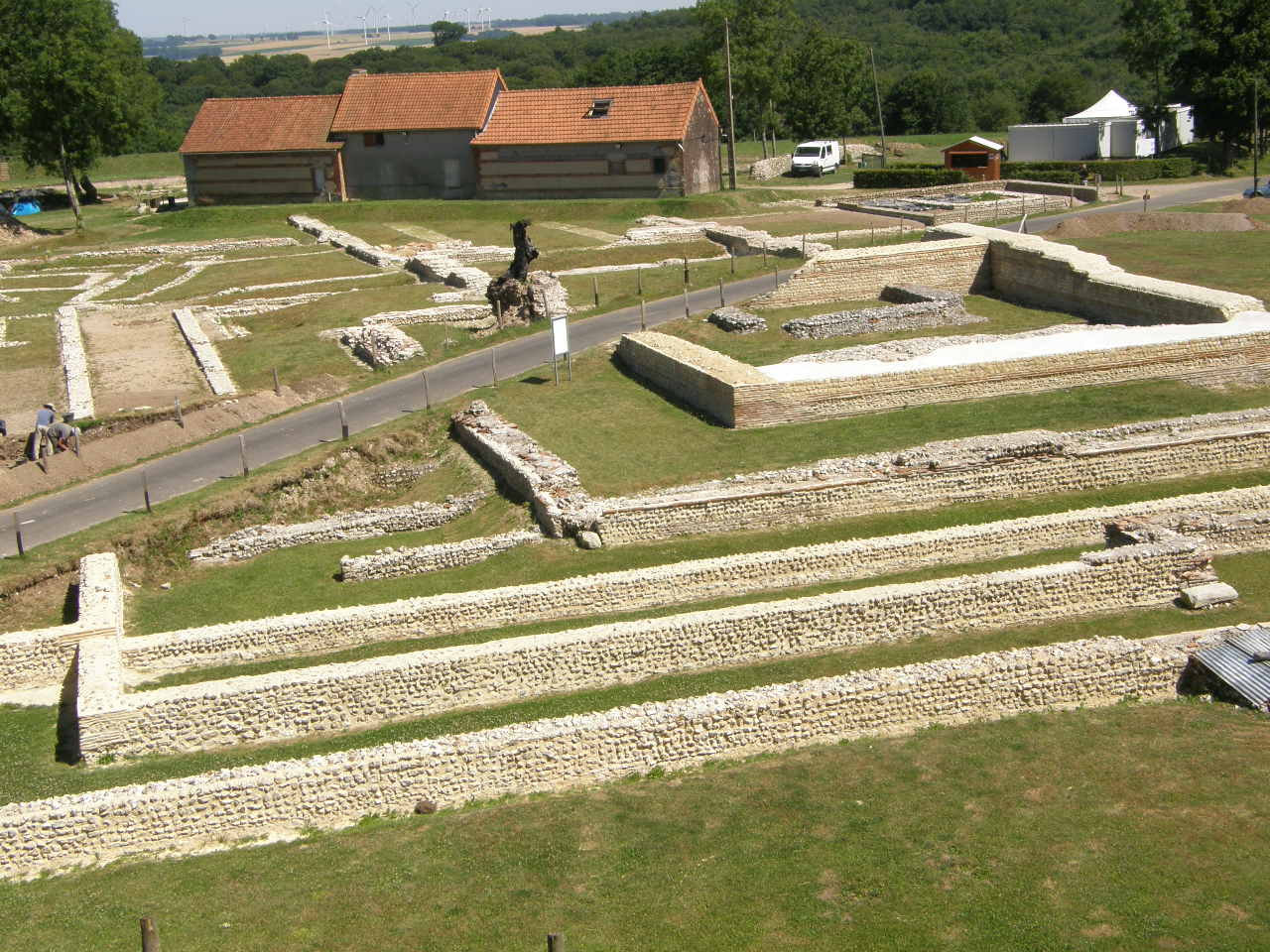
Le rovine di Briga oggi.

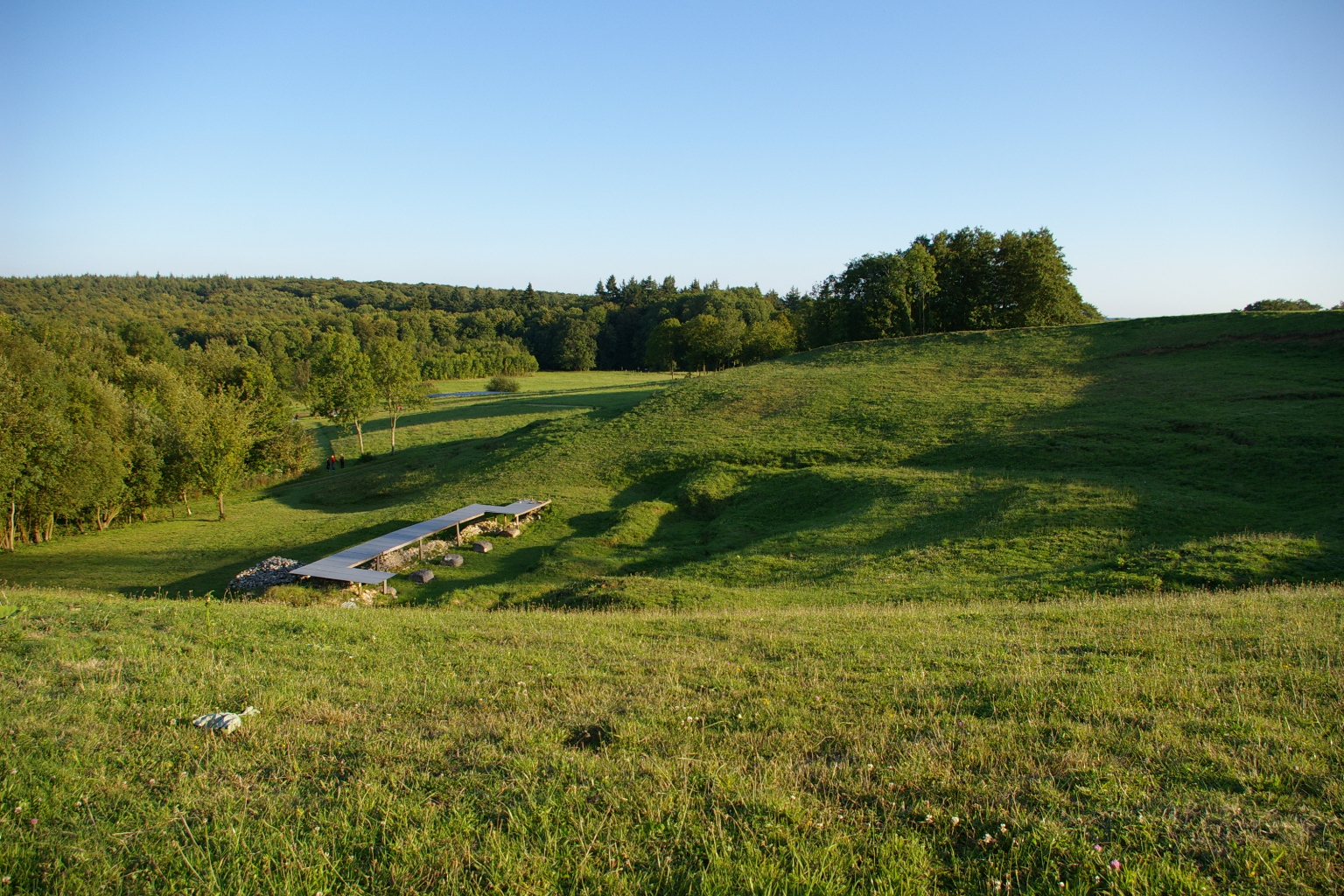
Cio che rimane del teatro che era costrutto di legno.

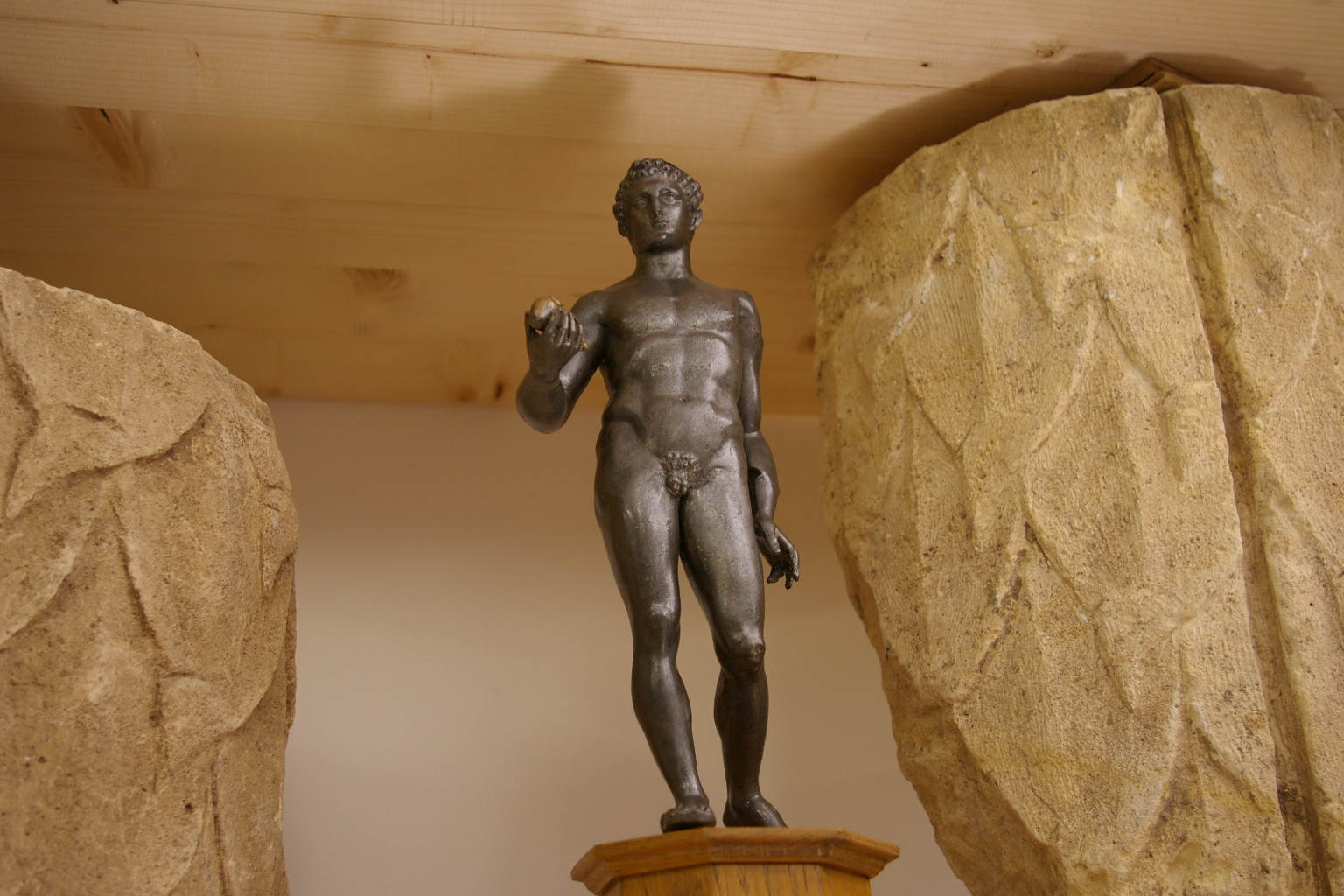
Statuetta della divinità romana Mercurio trovata a Briga.

Briga era una città gallo-romana che si trovava in Gallia Belgica, situata sul pagus Catuslugi, cioè il territorio del popolo gallico dei Catuslugi o Catuslougi. Questa città venne riscoperta nel XX secolo, gli scavi sono ancora in corso. Briga sembra essere stata una città relativamente grande, dotata di più templi, di un gran teatro e di terme.